# Bibliomani
 Der er for få eller ingen kildehenvisninger i denne artikel, hvilket er et problem. Du kan hjælpe ved at angive troværdige kilder til de påstande, som fremføres i artiklen.

Bibliomani er en lidenskabelig interesse for bøger.
Bibliomani (oldgræsk mania, vanvid) er meget forskellig fra bibliofili (-"- biblos, bog, og filis,kærlighed): bibliofilen elsker bøger og samler sjældne og kostbare bøger og kobberstik, mens bibliomanens samlerlyst er en altfortærende lidenskab, der giver sig udslag i aldeles ubeherskede bogindkøb. Han kan sagtens uden at ane det eje den samme udgave i flere eksemplarer. 
Lidenskaben udarter til en overdreven iver for at samle på bøger, ikke af videnskabelige hensyn eller for at benytte dem. Den er i det stadium en rent neurotisk handling, som kræver ligeså meget hjælp som et hvert andet misbrug.
Bibliomanen lever for at samle og er sygeligt besat af at få en bestemt bog indlemmet i sin samling, lige meget om den er billig eller dyr eller sjælden.